# Tetrathemis leptoptera
Tetrathemis leptoptera is een libellensoort uit de familie van de korenbouten (Libellulidae), onderorde echte libellen (Anisoptera).
De wetenschappelijke naam Tetrathemis leptoptera is voor het eerst geldig gepubliceerd in 1877 door Selys.